# Payer-Insel
Die Payer-Insel (russisch остров Пайера, Ostrow Paiera)  ist eine unbewohnte Insel des zu Russland gehörenden arktischen Franz-Josef-Lands. Administrativ gehört sie zur Oblast Archangelsk.

## Geographie
Die Payer-Insel befindet sich im zentralen Teil Franz-Josef-Lands, umgeben von der Jackson-Insel im Nordwesten, der Ziegler-Insel im Süden sowie der Greely- und der Kuhn-Insel im Südosten. Östlich vorgelagert sind ihr die Milowsorow-Riffe, die Apollonow-Insel und die Stoliczka-Insel. Die Payer-Insel ist 21 Kilometer lang und bis zu 13 Kilometer breit. Ihre Fläche beträgt 160 km². Sie ist fast vollständig von einer bis zu 451 Meter hohen Eiskappe bedeckt.

## Geschichte
Der zentrale Teil Franz-Josef-Lands, dessen Inseln nur durch schmale Meerengen getrennt sind, wurde 1873 bei der Entdeckung der Archipels durch die Österreichisch-Ungarische Nordpolexpedition für eine einzige Insel gehalten, die den Namen Zichy-Land erhielt. Spätere Expeditionen fanden sukzessive heraus, dass Zichy-Land aus einer Reihe separater Inseln besteht. Erst von der Fiala-Ziegler-Expedition der Jahre 1903–1905 wurde die Payer-Insel als eigenständig erkannt und von Anthony Fiala nach Julius von Payer benannt, einem der Entdecker Franz-Josef-Lands. Fiala benannte zudem das Westkap der Insel nach dem US-amerikanischen Präsidenten Theodore Roosevelt.